# Colin Wilson
Colin Wilson (Leicester, 26 juni 1931 – Cornwall, 5 december 2013) was een Britse schrijver.

## Biografie
Wilson was een van de oorspronkelijke Angry Young Men, een groep schrijvers die de Engelse literatuur na de oorlog een nieuwe impuls gaven. Hij is bekend door zijn nadruk in zijn werk op de vervreemding van het individu van de maatschappij, de sociale 'outcast', waarmee hij het existentialisme bekender maakte onder de jongere Britse intellectuelen. In zijn Adrift In Soho beschrijft hij de Beat Generation van de jaren 50.
Ook begaf Wilson zich op esoterische gebieden zoals het occultisme en New Age-onderwerpen. Een centraal thema in zijn fictie en non-fictie is de door hem veronderstelde "slaaptoestand" van het waakbewustzijn van de gemiddelde mens. Alleen in momenten van crisis zoals levensgevaar of zware geestelijke stress voelt men dat men 'echt' leeft. Ook mystici en geoefende mediteerders kunnen deze toestand van 'ontwaken' bereiken. Soms treden er dan buitenzintuiglijke gewaarwordingen in het bewustzijn zoals telepathie en kennis over personen of gebeurtenissen buiten het bereik van de normale zintuigen. Wilson stelt dat men met sterke concentratie op het heden, het nu, en het handelen in dit heden deze toestand bewust kan oproepen. Hij gaat dieper in op dit veronderstelde 'vermogen X' in zijn roman (1966) The mind parasites in het Nederlands vertaald als De Parasieten van de geest.
Verder had Wilson ook belangstelling voor de denkwijze van zware criminelen zoals seriemoordenaars en lustmoordenaars. Hij schreef verscheidene misdaadromans met deze thema's en ook diepergaande non-fictie analyses van de geestesgesteldheid van deze psychopathische criminelen en hoe ze tot hun drijfveren en daden kwamen.

### Familie
Wilson was twee keer gehuwd. Bij zijn eerste vrouw, (Dorothy) Betty Troop, had hij een zoon; zij scheidden al na een paar jaar. Bij zijn tweede vrouw, Joy Stewart, had Wilson nog drie kinderen.

### Overlijden
Wilson kreeg een beroerte in juni 2012, als complicatie bij een rugoperatie, waarna hij zijn spraakvermogen verloor. In oktober 2013 werd Wilson opgenomen in het ziekenhuis voor een ernstige longontsteking en overleed hieraan in december 2013.

### Fictie
- "The Frenchman" (1957)
- Ritual in the Dark (1960)
- Adrift in Soho (1961)
- "Watching the Bird" (1961)
- "Uncle Tom and the Police Constable" (1961)
- "He Could not Fail" (1961)
- "Uncle and the Lion" (1962)
- "Hidden Bruise" (1962)
- "The Wooden Cubes" (1963)
- Man Without a Shadow (1963)
- The World of Violence (1963)
- Necessary Doubt (1964)
- The Glass Cage (1966)
- The Mind Parasites (1967)
- The Philosopher's Stone (1969)
- The Return of the Lloigor (1969) in 'Tales of the Cthulhu Mythos'
- The God of the Labyrinth (1970)
- The Killer (1970)
- The Black Room (1971)
- The Schoolgirl Murder Case (1974)
- The Space Vampires (1976)
- "Timeslip" (1979)
- Starseekers (1980)
- The Janus Murder Case (1984)
- The Personality Surgeon (1985)
- Spider World: The Tower (1987)
- Spider World: The Delta (1987)
- The Magician from Siberia (1988)
- Spider World: The Magician (1992)
- The Tomb of the Old Ones (2002)
- Spider World: Shadowlands (2002)

### Non-fictie
- The Outsider  (1956)
- Religion and the Rebel (1957)
- The Age of Defeat (1959)
- Encyclopedia of Murder (met Patricia Pitman, 1961)
- The Strength to Dream: Literature and the Imagination (1962)
- Origins of the Sexual Impulse (1963)
- Raspoetin and the Fall of the Romanovs (1964)
- Brandy of the Damned (1964)
- Beyond the Outsider (1965)
- Eagle and Earwig (1965)
- Sex and the Intelligent Teenager (1966)
- Introduction to the New Existentialism (1966)
- Voyage to a Beginning (1969)
- A Casebook of Murder (1969)
- Bernard Shaw: A Reassessment (1969)
- Poetry and Mysticism (1969)
- L'amour: The Ways of Love (1970)
- The Strange Genius of David Lindsay (1970)
- The Occult: A History (1971)
- Order of Assassins: The Psychology of Murder (1972)
- New Pathways in Psychology: Maslow and the Post-Freudian Revolution (1972)
- Strange Powers (1973)
- "Tree" by Tolkien (1973)
- Hermann Hesse (1974)
- Wilhelm Reich (1974)
- Jorge Luis Borges (1974)
- Hesse-Reich-Borges: Three Essays (1974)
- Ken Russell: A Director in Search of a Hero (1974)
- A Book of Booze (1974)
- The Unexplained (1975)
- Mysterious Powers (1975)
- The Craft of the Novel (1975)
- Enigmas and Mysteries (1975)
- The Geller Phenomenon (1975), ISBN 0-7172-8105-1
- Colin Wilson's Men of Mystery (1977)
- Mysteries (1978)
- Mysteries of the Mind (met Stuart Holroyd, 1978)
- The Haunted Man: The Strange Genius of David Lindsay (1979)
- Science Fiction as Existentialism (1980)
- Frankenstein's Castle: the Right Brain-Door to Wisdom (1980)
- The Book of Time, edited by John Grant and Colin Wilson (1980)
- The War Against Sleep: The Philosophy of Gurdjieff (1980)
- The Directory of Possibilities, edited by Colin Wilson and John Grant (1981)
- The Black Monk of Pontefract (Poltergeist!: A Study in Destructive Haunting) (1981)
- Anti-Sartre, with an Essay on Camus (1981)
- The Quest for Wilhelm Reich (1981)
- The Goblin Universe (1982)
- Access to Inner Worlds: The Story of Brad Absetz (1983)
- Encyclopedia of Modern Murder, 1962-83 (1983)
- The Psychic Detectives: The Story of Psychometry and Paranormal Crime Detection (1984)
- Lord of the Underworld: Jung and the Twentieth Century (1984)
- The Bicameral Critic (1985)
- The Essential Colin Wilson (1985)
- Rudolf Steiner: The Man and His Vision (1985)
- Afterlife: An Investigation of the Evidence of Life After Death (1985)
- An Encyclopedia of Scandal. Edited by Colin Wilson and Donald Seaman (1986)
- The Book of Great Mysteries. Edited by Colin Wilson and Dr.Christopher Evans (1986), ISBN 0948164263
- An Essay on the 'New' Existentialism (1988)
- The Laurel and Hardy Theory of Consciousness (1986)
- Marx Refuted – The Verdict of History, edited by Colin Wilson (with contributions also) and Ronald Duncan, Bath, (UK), (1987), ISBN 0-906798-71-X
- Aleister Crowley: The Nature of the Beast (1987)
- The Musician as 'Outsider'. (1987)
- The Encyclopedia of Unsolved Mysteries (with Damon Wilson, 1987)
- Jack the Ripper: Summing Up and Verdict (with Robin Odell, 1987)
- Autobiographical Reflections (1988)
- The Misfits: A Study of Sexual Outsiders (1988)
- Beyond the Occult (1988)
- The Mammoth Book of True Crime (1988)
- The Decline and Fall of Leftism (1989)
- Written in Blood: A History of Forensic Detection (1989)
- Existentially Speaking: Essays on the Philosophy of Literature (1989)
- Serial Killers: A Study in the Psychology of Violence (1990)
- Mozart's Journey to Prague (1992)
- The Strange Life of P.D. Ouspensky (1993)
- Unsolved Mysteries (with Damon Wilson, 1993)
- Outline of the Female Outsider (1994)
- A Plague of Murder (1995)
- From Atlantis to the Sphinx (1996)
- An Extraordinary Man in the Age of Pigmies: Colin Wilson on Henry Miller (1996)
- The Unexplained Mysteries of the Universe (1997) ISBN 0-7513-5983-1
- The Atlas of Sacred Places (1997)
- Below the Iceberg: Anti-Sartre and Other Essays (reissue with essays on postmodernism, 1998)
- The Corpse Garden (1998)
- The Books in My Life (1998)
- Alien Dawn (1999)
- The Devil's Party (US title Rogue Messiahs) (2000)
- The Atlantis Blueprint (met Rand Flem-Ath, 2000)
- Illustrated True Crime: A Photographic History (2002)
- Dreaming To Some Purpose (2004) - autobiography
- World Famous UFOs (2005)
- Atlantis and the Kingdom of the Neanderthals (2006)
- Crimes of Passion: The Thin Line Between Love and Hate (2006)
- The Angry Years: The Rise and Fall of the Angry Young Men (2007)
- Manhunters: Criminal Profilers & Their Search for the World's Most Wanted Serial Killers (2007)
- Super Consciousness (2009)
- Existential Criticism: selected book reviews (edited by Colin Stanley) (2009)
- Comments on Boredom ' and 'Evolutionary Humanism and the New Psychology (2013)
- Introduction to 'The Faces of Evil': an unpublished book (2013)

### Toneelstukken
- Strindberg (1970)
- The Death of God and other plays (edited by Colin Stanley) (2008)

### Ongepubliceerd
- The Anatomy of Human Greatness (non-fiction, written 1964; Maurice Bassett plans to publish this work electronically)
- Metamorphosis of the Vampire

- Bibsys: 90096021
- Biblioteca Nacional de España: XX906542
- Bibliothèque nationale de France: cb119292616 (data)
- Catàleg d'autoritats de noms i títols de Catalunya: 981058515065406706
- CiNii: DA00305507
- Digitale Bibliotheek voor de Nederlandse Letteren: wils020
- Gemeinsame Normdatei: 118772082
- International Standard Name Identifier: 0000 0001 0930 8974
- Library of Congress Control Number: n79006877
- Nationale Bibliotheek van Letland: 000069273
- MusicBrainz: 8a84d097-0915-481a-bebf-3485ed8128be
- Bibliotheek van het Japanse parlement: 00461106
- Nationale Bibliotheek van Tsjechië: jn19990009172
- Nationale bibliotheek van Australië: 35612087
- Nationale Bibliotheek van Israël: 987007270083005171
- Nationale en Universitaire bibliotheek Zagreb: 000001581
- Nederlandse Thesaurus van Auteursnamen: 068667388
- Réseau des bibliothèques de Suisse occidentale: 02-A012317779
- Istituto Centrale per il Catalogo Unico: RAVV051615
- LIBRIS: 251997
- SNAC: w6ms4khm
- Système universitaire de documentation: 027197921
- Trove: 1014547
- Virtual International Authority File: 108205029
- WorldCat: E39PBJwdgCXq4VJ7JWxGxJ9xDq